# Paratlanticus
Paratlanticus is een geslacht van rechtvleugeligen uit de familie sabelsprinkhanen (Tettigoniidae). De wetenschappelijke naam van dit geslacht is voor het eerst geldig gepubliceerd in 1939 door Ramme.

## Soorten
Het geslacht Paratlanticus omvat de volgende soorten:
- Paratlanticus palgongensis Rentz & Miller, 1971
- Paratlanticus tsushimensis Yamasaki, 1986
- Paratlanticus ussuriensis Uvarov, 1926